# Palazzo Leone da Perego

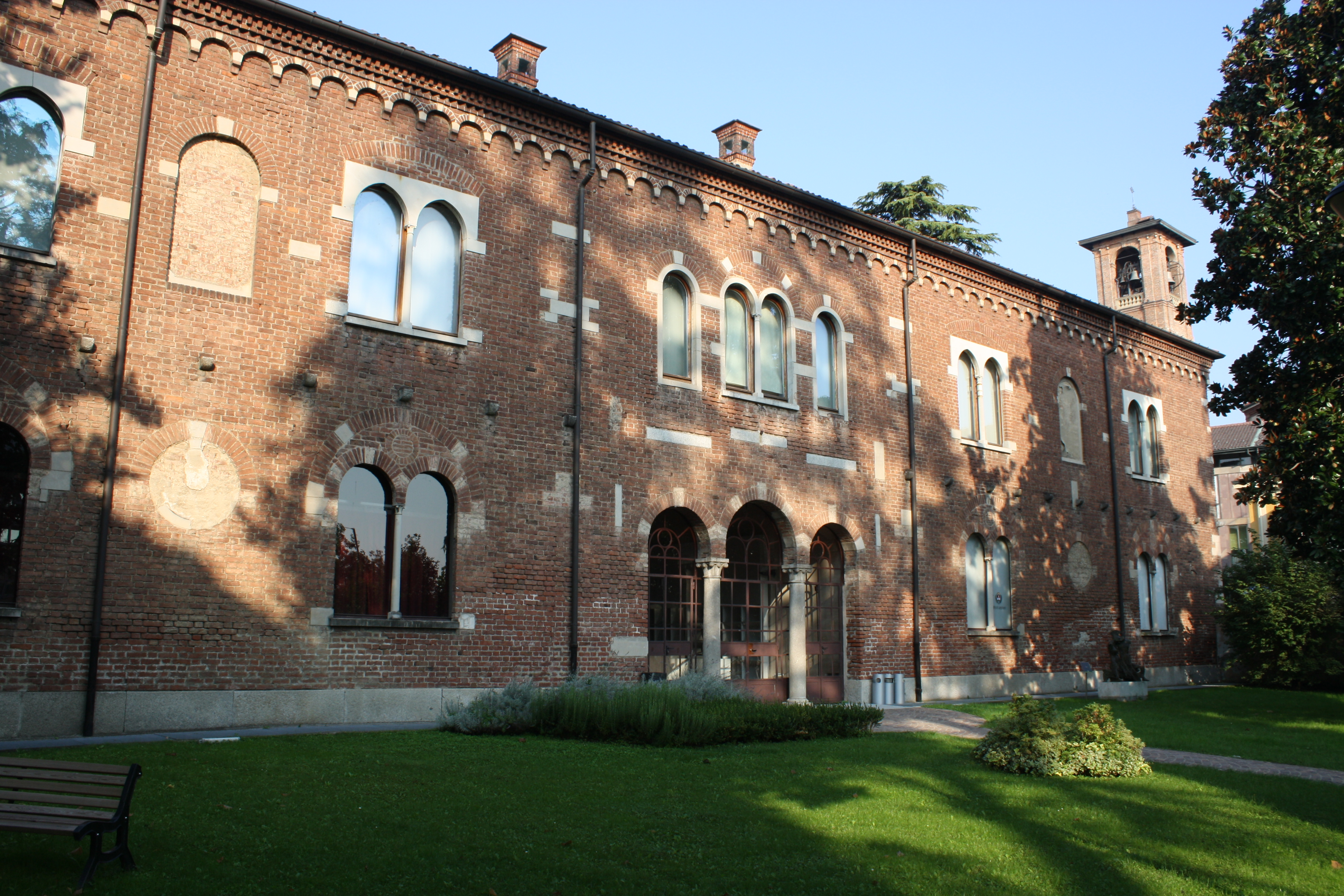
Palazzo Leone da Perego

O Palazzo Leone da Perego é um edifício histórico de Legnano.

## História
O palácio é conhecido por este nome porque Leone da Perego, Arcebispo de Milão, aqui permaneceu e faleceu em 1257. Foi reconstruído em 1897, conservando algumas decorações do edifício original. Fica situado a poucos passos da Basílica de São Magno e possui duas entradas, uma pela Via Magenta e a outra pela Via Girardelli. Provavelmente, surgiu sobre os restos dum edifício preexistente do século VIII. No início do século XIII tornou-se numa nobre residência de verão e, graças ao próprio Arcebispo Leone da Perego, conheceu um período de esplendor que se prolongou até ao final do século XV.
Em 1973, a parte conhecida como Palazzo Ottone Visconti foi transformda em dala de conferências e, posteriormente, en cinema. A restante parte, depois de ter sido usada como jardim de infância, é ocupada, desde o ano 2000, como área expositiva dos SALe (Es+aços de Arte de Legnano), e pode considerar-se um dos corações palpitantes da cultura lombarda. Desde 2003, o crítico Flavio Arensi cuida da activdade artística dos espaços expositivos municipais.

## O projectoSALe Legnano
A sigla S.A.Le. identifica os Espaços Expositivos da cidade de Legnano: o Palazzo Leone da Perego, activo desde o ano 2000, e o Castello di Legnano, aberto às mostras a partir de 2007. Desde 2003, o crítico Flavio Arensi cuida da actividade artística dos espaços expositivos municipais, seguindo um percurso preciso de investigação, que privilegia a recuperação e a valorização de mestres ou temáticas invulgares, nas quais a humanidade ainda está no centro do debate crítico, a esteira de estudiosos como Giovanni Testori ou Luigi Carluccio. Desde 2007, ao Palazzo Leone da Perego juntou-se - igualmente gerida pela comuna comune - a Pinacoteca do Castelo, onde um espaço (Spazio Dovevaccadere) é usado exclusivamente para a promoção de jovens artistas.